# 西索瓦·莫尼旺
西索瓦·莫尼旺（1875年12月27日—1941年4月24日）柬埔寨国王，1927年至1941年在位。
西索瓦·莫尼旺是西索瓦的第六个孩子，也是西索瓦的次子。生母为万妃。1904年，诺罗敦去世后，西索瓦继承王位。西索瓦向法属印度支那总督提议确立莫尼旺为继承人，但没有被得到允许。
1906年，莫尼旺随父亲出访法国。随后，莫尼旺进入法国全国现役士官学校学习。两年后毕业，成为法国外籍兵团的少尉。先是被派往布里夫，后被派往巴黎。1909年回到柬埔寨。1910年被提拔为中尉，1916年提拔为上尉，最终于1922年被提拔为营长，同年退役。第一次世界大战期间，他积极招募志愿者参战。
1927年西索瓦国王去世后，莫尼旺被最高皇廷会议选举为新任国王。但在法国殖民统治下国王没有实权，由法国人总督掌控。莫尼旺被形容为“不给法国人制造麻烦”的国王。他任命他的堂兄弟Sisowath Rathary（西索瓦·施里玛达的父亲）、西索瓦·瓦差亚冯、Norodom Phanouvong、诺罗敦·苏拉玛里特和Norodom Singhara为皇家委员会成员。
莫尼旺在位期间，柬埔寨的共产主义势力开始抬头。1930年越南人胡志明创立印度支那共产党后，随后在柬埔寨获得人气。柬埔寨的共产主义者主要目标是推翻法国人的统治。
1940年，法国遭到纳粹德国入侵后，维希法国接管了包括柬埔寨在内的海外殖民地。1930年代末期，莫尼旺发现日本正在向越南进军，但他无能为力。1941年，日本入侵并占领了柬埔寨。日本允许柬埔寨继续受维希法国官员的管理，仅将其置于日本保护之下。随着日本同泰国的结盟，柬埔寨西部受到泰国的威胁。1941年，莫尼旺退隐到贡布，同年在波哥山去世。
莫尼旺的儿子西索瓦·莫尼勒原本是王位继承人，但法国殖民者选择西索瓦·哥沙曼公主的儿子诺罗敦·西哈努克继承王位，因为殖民者错误地认为西哈努克比莫尼勒更容易受摆布。
莫尼旺有至少六个妃子，其中一位名叫密克(Meak)，是红色高棉领导人波尔布特的堂姐兼养母。
| 西索瓦·莫尼旺 西索瓦王室 | 西索瓦·莫尼旺 西索瓦王室 | 西索瓦·莫尼旺 西索瓦王室 |
| 統治者頭銜               | 統治者頭銜               | 統治者頭銜               |
| ------------------------ | ------------------------ | ------------------------ |
| 前任者： 西索瓦          | 柬埔寨国王 1927-1941     | 繼任者： 诺罗敦·西哈努克 |